# Моленкамп, Лоуренс
Лоуренс Моленкамп (англ. Laurens W. Molenkamp; род. 1956,  Нидерланды) — голландский физик. Лауреат многих престижных премий.

## Научные достижения
Экспериментально подтвердил существование квантового спинового эффекта Холла и открыл топологический изолятор .

## Награды
- 2010 — Премия Еврофизика
- 2012 — Премия Оливера Бакли
- 2013 — Премия «Передовая линия физики», «За теоретическое предсказание и экспериментальное открытие топологических изоляторов»
- 2014 — Премия имени Лейбница
- 2014 — Медиакомпания «Thomson Reuters» включила Лоуренса Моленкампа в свой список наиболее вероятных кандидатов на получение Нобелевской премии по физике
- 2017 — Медаль Штерна–Герлаха[англ.]
- 2017 — Международная премия короля Фейсала